# Чернухинский район
Чернухинский район (укр. Чорнухинський район) — упразднённая административная единица на северо-западе Полтавской области Украины. Административный центр — посёлок городского типа Чернухи.

## География
Чернухинский район находится на северо-западе Полтавской области Украины.
С ним соседствуют
Пирятинский,
Лубенский,
Лохвицкий районы Полтавской области и
Варвинский район Черниговской области.
Площадь — 700 км².
Административный центр — пгт Чернухи.
Через район протекают реки
Артополот,
Босаха,
Удай,
Многа,
Лохвица,
Чолнова.
На территории района находятся:
- ландшафтный заказник «Балка Мангаревщина»;
- заповедное урочище «Липовая дача»;
- ландшафтный заказник «Монастырище»;
- гидрологический заказник «Песко-Удайский»;
- гидрологический заказник «Пойма реки Многа»;
- ландшафтный заказник «Правобережье»;
- ботанический памятник природы «Скибенские дубы»;
- ботанический заказник «Харсицкая Полона»;
- ботанический памятник природы «Хейловщинский дуб»

## История
Район образован 7 марта 1923 года. С сентября 1941 года по сентябрь 1943 года был оккупирован. Упразднён 30 декабря 1962 года, восстановлен 8 декабря 1966 года. Вновь упразднён 17 июля 2020 г.

## Демография
Население района составляет 10 790 человек (2019),
в том числе городское — 2 491 человек,
сельское — 8 299 человек.

## Административное устройство
Район включает в себя:
| - Поселковых советов: 1 - Сельских советов: 12 | - Посёлков городского типа: 1 - Сёл: 40 |

### Местные советы[7]
| - Чернухинский поселковый совет - Белоусовский сельский совет - Богодаровский сельский совет - Вороньковский сельский совет - Гильцовский сельский совет - Кизловский сельский совет - Куреньковский сельский совет | - Луговиковский сельский совет - Мелеховский сельский совет - Мокиевский сельский совет - Постав-Муковский сельский совет - Харсикский сельский совет - Хейловщинский сельский совет |

### Населённые пункты[8]
| с. Александровка с. Беличево с. Белоусовка с. Богдановка с. Богодаровка с. Бондари с. Бубны с. Вороньки с. Гайки с. Галяво с. Гильцы | с. Голотовщина с. Городище с. Загребелье с. Кизловка с. Ковали с. Красное с. Куренька с. Лесовая Слободка с. Липовое с. Луговики с. Мелехи | с. Мокиевка с. Нетратовка с. Нехристовка с. Новая Диброва с. Новая Петровщина с. Осняг с. Пацалы с. Пески-Удайские с. Позники с. Постав-Мука с. Синяковщина | с. Скибинцы с. Сухая Лохвица с. Сухоносовка с. Харсики с. Хейловщина с. Чаплинка пгт Чернухи с. Яцюково |

### Ликвидированные населённые пункты[9]
| - с. Новый Артополот |